# Rådanefors
Rådanefors är en tidigare småort i Ödeborgs socken i Färgelanda kommun vid länsväg 173 mellan Frändefors och Stigen. 2015 ändrade SCB definitionen av småorter något, varvid Rådanefors inte längre visade sig uppfyllde kriterierna för småorter.
Rådanefors är omgivet av sjöar, skogar och berg. Friluftsområdena Kroppefjäll och Ödeborgsfjället gränsar till Rådanefors. 

## Historia
Samhället växte upp kring Rådanefors järnbruk, som anlades av Jöns Koch på 1730-talet som ett bruk för ämnesjärnssmide. Som de flesta dalsländska bruk bestod produktionen främst av knippjärn och spik.
År 1764 köptes bruket av Johan von Cahman (1735–1780), som framgångsrikt drev detta parallellt med sina bruk Kollerö, Öxnäs och Loviseholm. år 1779 sålde Cahman allt till John Hall den äldre.
Redan vid mitten av 1800-talet började dock bruket få allt svårare med lönsamheten. Det led av att ingen järnväg byggdes dit, utan allt fick transporteras med häst och vagn. 1870 bestod bruket av en mekanisk verkstad med ångmaskin, tre järnsvarv- och två träsvarvstolar, en hyvelmaskin, en klippsax med press samt en gängmaskin. Arbetsstyrkan hade dock sjunkit till endast 14 arbetare. Under de sista åren tillverkades främst järnvägsmaterial. 1874 lades smidet slutligen ned. I början av 1880-talet startades en fabrik för tillverkning av hästskosöm vid det gamla bruket, och i slutet av 1880-talet bildades The Swedish Horse Shoe Nail Company. Bruket sysselsatte då 35–40 anställda. Redan 1893 upphörde dock tillverkningen. Efter nedläggningen flyttade brukets såg och kvarn in i fabriksbyggnaden, men även denna verksamhet lades ned på 1950-talet.
I Bruksherrgården bedrevs pensionatsverksamhet fram till mitten av 1960-talet.
Skolan lades ned 1965 och numera åker låg- och mellanstadiebarnen skolbuss till Stigen. Rådanefors hade egen poststation under perioden 1895–1951. Den sköttes först av bruksägaren och sedan av hans änka respektive dotter Alma innan den drogs in.
Rådanefors hade ett fotbollslag som spelade i division 6 Dalsland, numera nedlagt.

## Kommunikationer
Västtrafiks busslinje Färgelanda-Frändefors har ett antal dagliga turer och passerar Rådanefors.